# Buga
Buga (formellt Guadalajara de Buga är en kommun och stad i Colombia.   Den ligger i departementet Valle del Cauca, i den centrala delen av landet, 240 km väster om huvudstaden Bogotá. Antalet invånare i kommunen är 116 893.
Centralorten hade 99 724 invånare år 2008.

## Historik
Buga är en av Colombias äldsta städer och grundades 1555 av den spanska conquistadoren Sebastián de Belalcázar. Staden var hem för många välbärgade familjer som kom från Spanien för att bosätta sig i den nya världen. Filip II av Spanien gav Buga stadsrättigheter i slutet av 1500-talet